# Bitwa pod Landshut
Bitwa pod Landshut – starcie zbrojne, które miało miejsce 21 kwietnia 1809 roku pomiędzy siłami francuskimi, wirtemberskimi (VIII Korpus) i bawarskimi (VII Korpus) pod dowództwem cesarza Napoleona, a wojskami austriackimi dowodzonymi przez generała Johanna von Hillera. Krótka bitwa zakończyła się francuskim zwycięstwem.

## Przebieg starcia
W tym samym czasie, gdy generał Hiller uchodził na czele 36 tysięcy ludzi z pola bitwy pod Abensbergiem, cesarz skierował prowizoryczny korpus Lannesa (elementy III Korpusu i rezerwy lekkiej i ciężkiej kawalerii) na wschód od Abensbergu w kierunku Rohr, z zadaniem przecięcia austriackich linii łączności, podczas gdy kombinowane siły bawarsko-wirtemberskie miały przechwytywać oddziały nieprzyjaciela zmierzające do forsowania rzeki Große Laber na drodze do Landshut, w którym to kierunku zmierzał marszałek André Masséna na czele IV Korpusu. 
Lannes podążał za Hillerem, sądząc że uda mu się rozbić znaczną część armii austriackiej. Szanse na rozgromienie przeciwnika były tym większe, że z nieco innego kierunku maszerowało 57 tysięcy ludzi Masséna. 
Cesarz przekonany, że jego marszałkowie łatwo poradzą sobie z Hillerem, kazał kawalerii (zarówno lekkiej jak i kirasjerom) obejść miasto i wyjść wprost na drogę do Ratyzbony, gdzie również rozpoczynała się bitwa. 
Tymczasem Austriacy, choć w mniejszości, stawili niespodziewanie twardy opór, a niezdecydowany Masséna nie potrafił im dać rady. Dopiero pojawienie się cesarza spowodowało zdecydowaną poprawę dowodzenia i krótkie starcie zakończyło się francuskim zwycięstwem.

## Straty
Austriacy stracili około 10 000 ludzi oraz 30 dział. Straty francuskie były znacznie mniejsze.

## Upamiętnienie
Bitwa została upamiętniona zapisem na wschodnim filarze Łuku Triumfalnego w Paryżu.